# Stężyca (Lublin)
Stężyca is een dorp in de Poolse woiwodschap Lublin. De plaats maakt deel uit van de gemeente Stężyca (powiat Rycki) en telt 2000 inwoners.